# فدراسیون فوتبال افغانستان
فدراسیون فوتبال افغانستان نهاد اداره‌کننده فوتبال در افغانستان است. این نهاد در سال ۱۹۲۲ پایه‌گذاری شده و اکنون عضو کنفدراسیون فوتبال آسیا است.
از دست‌آوردهای قابل ملاحظه فدراسیون فوتبال افغانستان، یکی کسب قهرمانی در مسابقات جنوب آسیا مسابقات قهرمانی فوتبال جنوب آسیا ۲۰۱۳ در سال ۲۰۱۳ است. و نیز در ژانویه ۲۰۱۴ فدراسیون فوتبال افغانستان برنده جایزه بازی جوانمردانه فیفا شد و رئیس فدراسیون آن وقت، در اجلاس فیفا به زبان فارسی نو به سخنرانی پرداخت. فدراسیون فوتبال افغانستان در سال ۱۹۳۳ تأسیس شد و در سال ۱۹۴۸ به عضویت فیفا درآمد.

## عضویت
| سازمان      | عضویت                                |
| ----------- | ------------------------------------ |
| فیفا        | از ۱۹۴۸ (۷۷ سال پیش)                 |
| اِی اِف سی    | از ۱۹۵۴ (۷۱ سال پیش)                 |
| اِس اِی اِف اِف | ۲۰۰۵–۲۰۱۵ به مدت ۱۰ سال (۲۰ سال پیش) |
| کافا        | از ۲۰۱۵ (عضو مؤسس)                   |

## رئیس
| ریاست | رئیس            | آغاز کار | پایان کار | نوشته                                                                              |
| ----- | --------------- | -------- | --------- | ---------------------------------------------------------------------------------- |
| ۱     | محمد یوسف کارگر | ۲۰۱۹     | کنون      | قهرمانِ مسابقات قهرمانی فوتبال جنوب آسیا ۲۰۱۳ برنده جایزه بازی جوانمردانه فیفا ۲۰۱۳ |